# Race Horizon Park 1 2014
La 3e édition de Race Horizon Park 1 a eu lieu le 30 mai 2014. La course fait partie du calendrier UCI Europe Tour 2014 en catégorie 1.2. Elle est suivie le lendemain par la Race Horizon Park 2 et le surlendemain par la Race Horizon Park 3. La course a été remportée par l'Ukrainien Vitaly Buts

## Classements

### Classement final
| Classement final, | Classement final,        | Classement final, | Classement final, | Classement final,  |
|                   | Coureur                  | Pays              | Équipe            | Temps              |
| ----------------- | ------------------------ | ----------------- | ----------------- | ------------------ |
| 1er               | Vitaly Buts              | Ukraine           | Kolss             | en 3 h 46 min 56 s |
| 2e                | Błażej Janiaczyk         | Pologne           |                   | + 1 s              |
| 3e                | Reinier Honig            | Pays-Bas          |                   | + 2 s              |
| 4e                | Oleksandr Polivoda       | Ukraine           | Kolss             | + 3 s              |
| 5e                | Volodymyr Dyudya         | Ukraine           |                   | + 1 min 36 s       |
| 6e                | Andreas Hofer (cyclisme) | Autriche          |                   | m.t                |
| 7e                | Volodymyr Zagorodny      | Ukraine           |                   | + 1 min 37 s       |
| 8e                | Kanstantin Klimiankou    | Biélorussie       |                   | m.t                |
| 9e                | Volodymyr Kogut          | Ukraine           |                   | + 2 min 52 s       |
| 10e               | Yuriy Agarkov            | Ukraine           |                   | + 5 min 41 s       |
| modifier          |                          |                   |                   |                    |

### UCI Europe Tour
Cette Race Horizon 1 attribue des points pour l'UCI Europe Tour 2014, par équipes seulement aux coureurs des équipes continentales professionnelles et continentales, individuellement à tous les coureurs des équipes précitées.
| Position           | 1er | 2e | 3e | 4e | 5e | 6e | 7e | 8e |
| Classement général | 40  | 30 | 25 | 20 | 15 | 10 | 5  | 3  |